# Lucy Harris (femme politique)
« Lucy Harris (femme politique) » redirige ici. Ne pas confondre avec Lucy Harris.
Lucy Elizabeth Harris  est une femme politique britannique.

## Biographie
Elle a étudié le chant classique à la Guildhall School of Music and Drama et à la City University et est diplômée d’un master de l’University College de Londres. Ayant vécu deux ans en Italie, elle est italophone. 
En 2019, elle est élue députée européenne du Parti du Brexit.
Elle est la directrice de Leavers of Britain, un réseau social créé pour les partisans du Brexit.
En 2020 elle quitte parti du Brexit et rejoint le groupe des conservateurs au Parlement européen.